# Ferrocarril de Antioquia
El Ferrocarril de Antioquia fue una red ferroviaria de carga y pasajeros de Colombia. Su construcción comenzó en 1874 y terminó oficialmente con su inauguración en 1929. El ferrocarril unió la región central del departamento de Antioquia, Colombia, con el río Magdalena, situado el pro, al oriente del centro de Antioquia, y con las provincias localizadas al sur del departamento, esto es, Caldas y el Valle del Cauca. El Ferrocarril de Antioquia sacó a esta provincia de su histórico aislamiento geográfico con relación al resto de Colombia durante varios siglos. 
La mayor importancia del Ferrocarril de Antioquia radica fundamentalmente en que Antioquia es un territorio demasiado escarpado geográficamente, y la construcción de líneas férreas en semejante difícil territorio representó una empresa colosal para la tecnología de finales del siglo XIX.
La minería del oro en Antioquia comenzó en el siglo XV y comandó la economía de Antioquia desde la Conquista española hasta el siglo XIX inclusive. La ganadería, la agricultura, y especialmente la artesanía y las manufacturas industriales, prácticamente no existían en Antioquia, que incluso tenía que importar de otras regiones estos bienes. La provincia dependía, prácticamente, de la minería, especialmente del oro.
Este precario estado de Antioquia con relación al resto del país duraría hasta mediados del siglo XIX, época después de la cual, y muy tardíamente, esta provincia comenzaría a alcanzar su autosuficiencia agrícola. En este estado de cosas influyó mucho el aislamiento casi total de la región con relación al resto del país, el cual se encontraba por entonces mucho mejor interconectado. Además, también influyó el hecho de que Antioquia nunca fue hasta entonces una provincia de grandes haciendas o latifundios, que en estas tierras fueron mucho menores que en otras provincias colombianas. Esto condujo a una agricultura de fincas o parcelas de tipo familiar, circunstancia que tiempo después provocaría la colonización antioqueña del occidente colombiano al igual que el surgimiento y explosión de la economía del café.
Por todo ello, la conformación y acumulación del capital en Antioquia se debió fundamentalmente a la minería y al comercio, en tanto en gran parte del resto del país los capitales se formaron nacidos en su mayoría de la ganadería y la agricultura.
Luego de la preponderancia de la minería, y por consiguiente el comercio de ella derivada, en la provincia por fin, el las vegas del río Cauca, en el suroeste antioqueño suroeste de la región y en la que zona que hoy se denomina el viejo Caldas, se comenzaron a ampliar las actividades agrícolas y ganaderas.

## Necesidad del ferrocarril
Ya para 1874, la situación del entonces estado soberano de Antioquia, constituido por seis departamentos y como capital Medellín, exigía la construcción un ferrocarril que comunicara esta ciudad con el río Magdalena, para entonces el eje comercial del país para las actividades de importación y exportación. En esa época el Estado Soberano de Antioquia estaba en paz, y de nuevo se había mejorado la economía minera, la cual colocaba a Antioquia como el primer productor nacional de oro; aunque la agricultura, la ganadería y la industria permanecían en un desastroso grado de subdesarrollo. 
Por estos días, el ingeniero Francisco Javier Cisneros, encargado de la construcción del Ferrocarril de Antioquia, vio la trascendencia del café como producto de exportación del país: “El café es una de esas cosas que están destinadas a cambiar el aspecto de Antioquia porque en ella hay una abundancia de tierras excelentes para su cultivo”.

## El ferrocarril en su apogeo
Esta asombrosa y titánica empresa, construida en la plenitud de las montañas antioqueñas, entre las más escarpadas del planeta, duraría 55 años: desde 1874, cuando se firmó la construcción de una vía ferroviaria para comunicar a Medellín con Puerto Berrío, hasta el 7 de agosto de 1929, cuando se inauguró, con la primera locomotora, el túnel de La Quiebra. El primer riel se construyó en octubre de 1875, la primera carga de materiales llegó a Puerto Berrío el 20 de julio de 1875 y el 7 de mayo de 1876, llegó la primera locomotora. El ferrocarril se concluye pocos meses antes que estalle la gran crisis de 1929 que, como es bien conocido, cerró los mercados de capitales y el crédito externo para obras como estas. Fue ésta una de las últimas obras públicas que el país logró financiar concurriendo al mercado de capitales internacional en los años veinte. Resultó pues providencial haber logrado terminar el ferrocarril en esos días, porque un retraso adicional probablemente habría implicado una dilación de veinte o treinta años en su terminación. 
El novedoso sistema de transporte alivió el trabajo requerido para mover las cosechas, pues el comercio comenzó a efectuarse mucho más rápidamente y con costos sustancialmente menores.
Como ejemplo, el transporte de un piano por tierra desde Nare hasta Medellín duraba más o menos 20 días y costaba 265 pesos oro, en tanto que por ferrocarril el viaje duraba solamente un día y el costo era de 8,4 pesos oro. Al respecto indica Gabriel Poveda: “Basándose en información recogida en Antioquia y otras partes del país, P.W. Mac Greevy ha calculado que el flete promedio en caminos de herradura de Colombia en el período 1845-1880 era de 41,6 centavos por tonelada/ kilómetro; y que ya en la época de iniciarse nuestro ferrocarril (hacia 1880, era de 60 centavos por tonelada/ kilómetro. 
Cisneros calculó que en él el flete sería de 17 centavos tonelada/kilómetro para importaciones, 8 centavos tonelada/ kilómetro para exportaciones y 8,5 centavos tonelada/ kilómetro para café, herramientas y utensilios, de manera que habría de resultar más o menos 65% más barato que por los medios usados antes que acabamos de describir". 
La locomotora número uno que servía la línea de Medellín, era realmente la número dos, pues la primera desapareció del mapa tras haber rodado por un abismo. Para evitar el pánico, la empresa pintó el número 1 en la locomotora número dos, y esta historia no fue comunicada al público hasta cien años después.[cita requerida]
Pese a los incalculables tropiezos para asimilar este complejo medio de transporte por parte de los desconfiados comerciantes, a lo imposible de la geografía antioqueña y a las guerras civiles que padecía el país por aquellos días (guerra de los Mil Días), la majestad del tren iba sembrando cada vez más admiración, cariño y orgullo entre la población antioqueña y nacional, además de que el ferrocarril volteó de tajo la desesperada situación económica de la región en los años anteriores a su existencia. El ferrocarril posibilitó que Antioquia se transformara en uno de los territorios más rentables de Colombia gracias al comercio internacional del café.

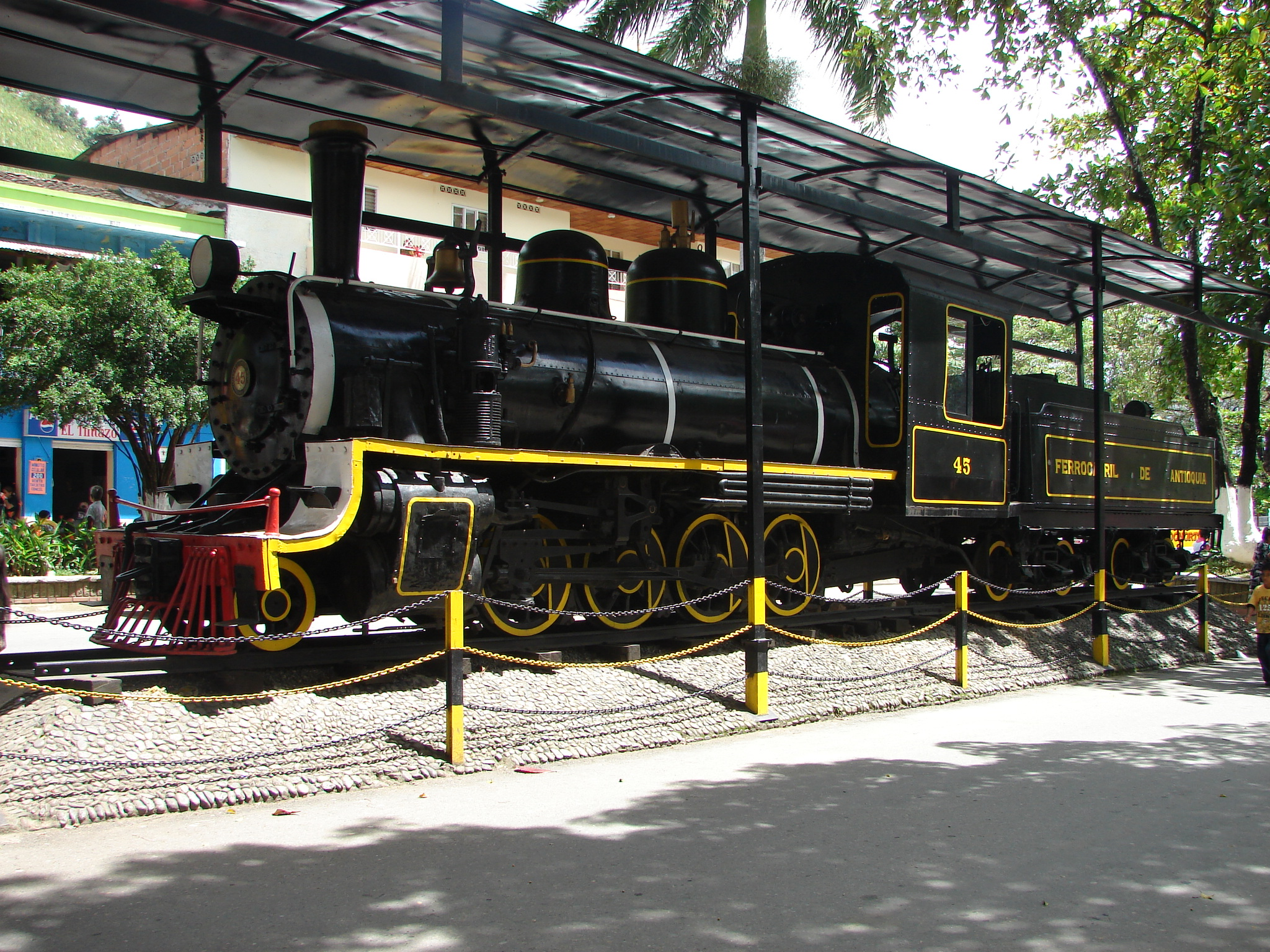
Ferrocarril de Antioquia. Recuerdos del apogeo. Estación Cisneros.

La guerra de los Mil Días perjudicó mucho al país y consecuentemente a los ferrocarriles nacionales, que se habían ido desarrollando simultáneamente con el de Antioquia. En efecto, durante esta época se suspendió el servicio férreo en el país durante tres años, y debido a la guerra fueron destruidas, vueltas a restaurar y luego demolidas, muchas estaciones.
Agrega Poveda sobre esta época:
"Antioquia se encontró en una posición sumamente ventajosa en comparación con el resto del país (al terminar la guerra de los Mil Días). Su potencial productor era aún pequeño pero estaba intacto; sus muertos y heridos no fueron tantos como en otras regiones; había acumulado reservas de oro líquido; sus tierras estaban indemnes; y sus numerosos y prósperos campesinos del sur y del Quindío, así como sus cafetales, habían logrado esquivar la conflagración, en buena parte. Además, en otros sitios del país, al terminar el siglo se habían cerrado varias industrias, como las ferrerías de Cundinamarca y Boyacá, las factorías de tabaco del Tolima, los talleres textileros de Santander, una fábrica de loza en Bogotá, etc. Estaba pues, Antioquia, en la mejor posición para convertirse en un proveedor importante de manufacturas para el resto del territorio, ya que no de alimentos, pues sus suelos pobres nunca produjeron en abundancia". 
Es, pues, en este momento, al final de la guerra de los Mil Días, cuando Antioquia comienza a integrarse en realidad a la economía colombiana en conjunto, no solo como la pobre compradora de antes, sino ya como una importante proveedora.

## Decadencia del ferrocarril

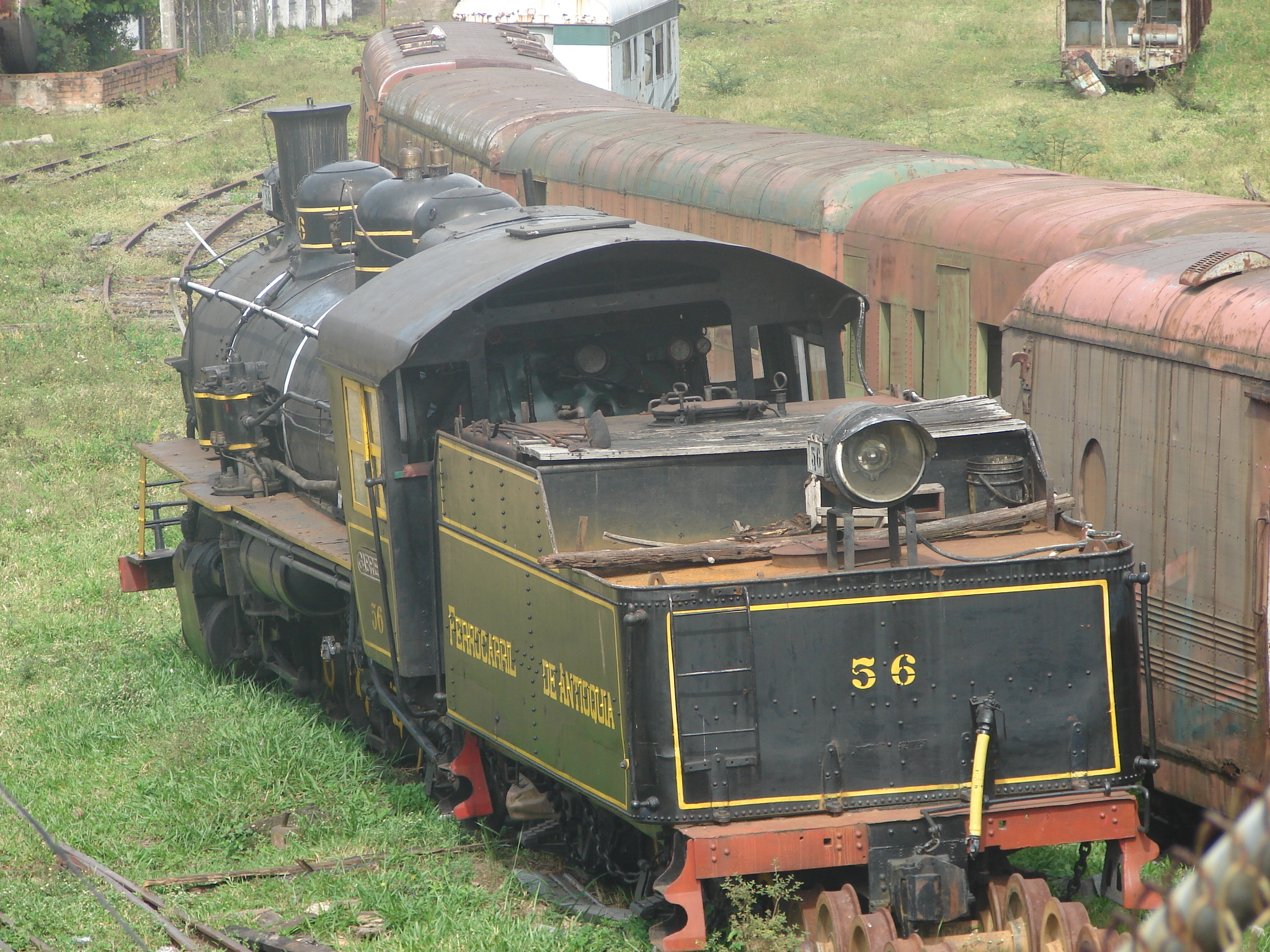
Restos del viejo Ferrocarril de Antioquia. Estación Bello.

Sin embargo, Colombia quedó empobrecida con esta larga guerra que la asoló, al igual que a la República de Panamá (en ese entonces era un departamento de Colombia); la guerra duró desde 1899 hasta 1902. Los ferrocarriles sufrieron por igual. 
En 1903 Panamá se separó de Colombia, y en 1920 indemnizó económicamente a Colombia. Esta indemnización llegó en 1922, el 7 de agosto. Con una parte de la misma se creó y construyó el Banco de la República, pero la mayoría de estos recursos se destinaron a recuperar las vías férreas desde la presidencia de Rafael Reyes en adelante. Y pese a que desde 1905 hasta 1960 se invirtieron recursos en los ferrocarriles, el gobierno se dedicó prioritariamente a la construcción de carreteras, en especial desde 1930. Desde aquella época, la inversión en el transporte férreo se disminuyó en casi un 90%.
En 1934, comienza a verse el déficit del Ferrocarril de Antioquia.[cita requerida] En 1947, se repite la huelga. Las carreteras construidas en un principio para apoyar el tren, comienzan poco a poco a constituirse en una amenaza para su supervivencia. 
El ferrocarril comienza pues a tener competencia fuerte por parte de otros medios de transporte, batalla que pierde por alto margen. La preponderancia de carreteras entre 1930 y 1950, genera una fuerte competencia entre medios de transporte y una guerra de tarifas. La compra por parte del Ferrocarril de Antioquia en 1951 de dos locomotoras diésel austriacas, que luego tuvo que vender a Ferrocarriles Nacionales en 1956, generó una deuda de US $ 26.580, lo que comenzó a hacer tambalear la estabilidad económica de la empresa. Otra de las estocadas que dieron muerte al tren, fue la construcción del Oleoducto Puerto Berrío - Medellín, ya que antes, el petróleo se transportaba por tren.

Finalmente, en el año de 1961 se da por finalizada la gran Empresa del Ferrocarril de Antioquia. Mediante ordenanza del 15 de agosto de 1961, se aprueba la venta de la empresa a la nación.

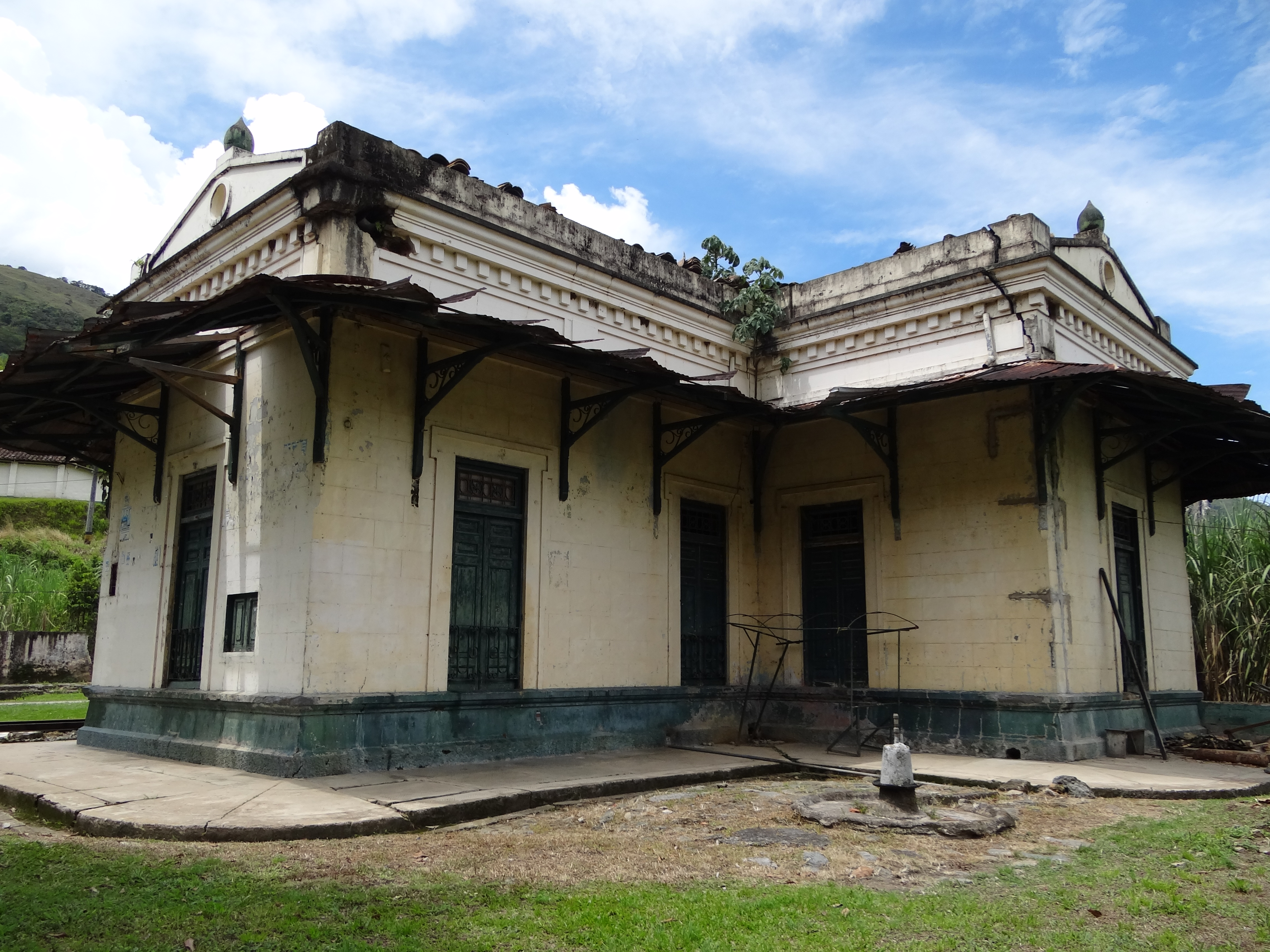
Estación El Limón (Cisneros)
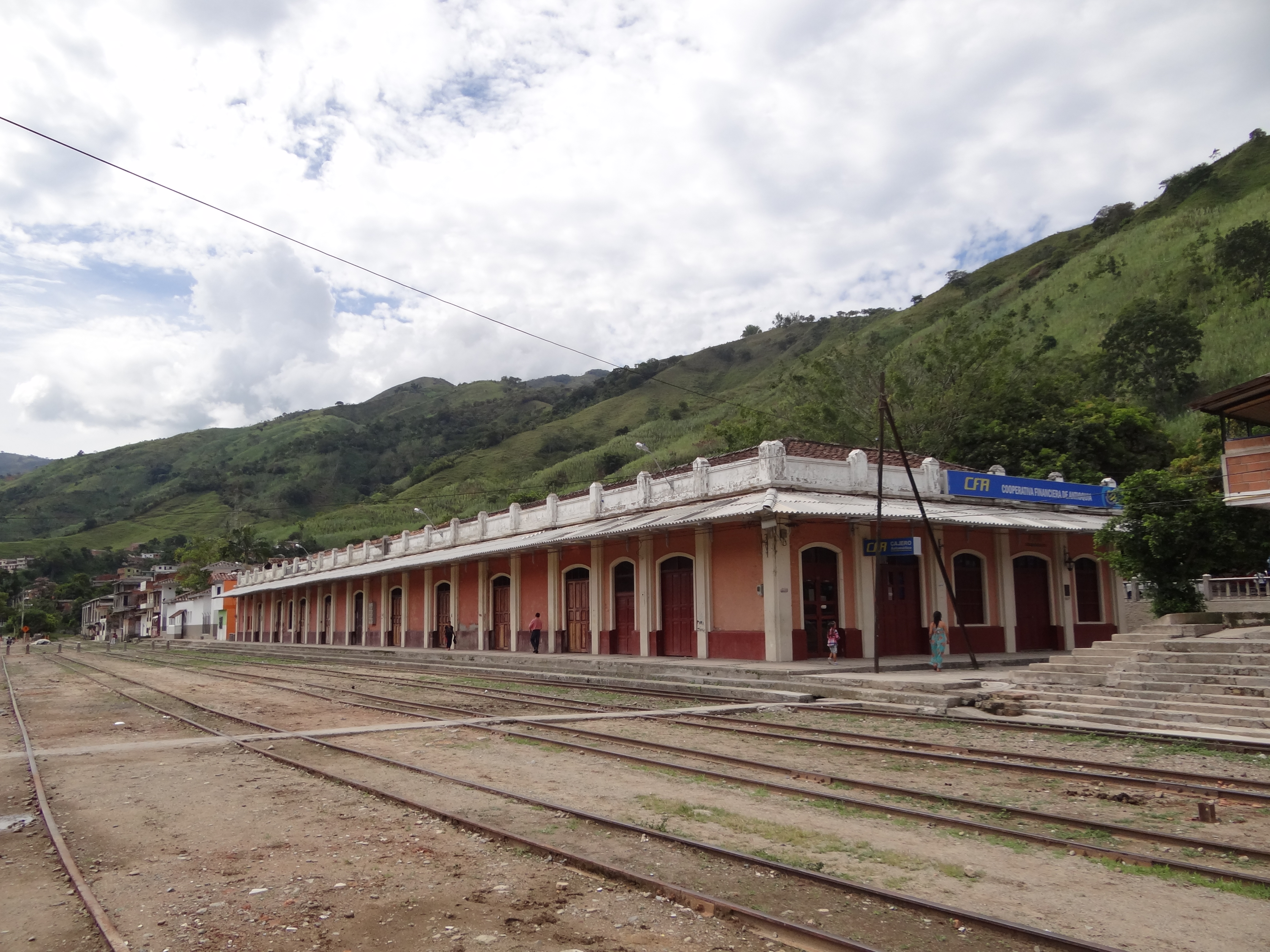
Estación Cisneros.
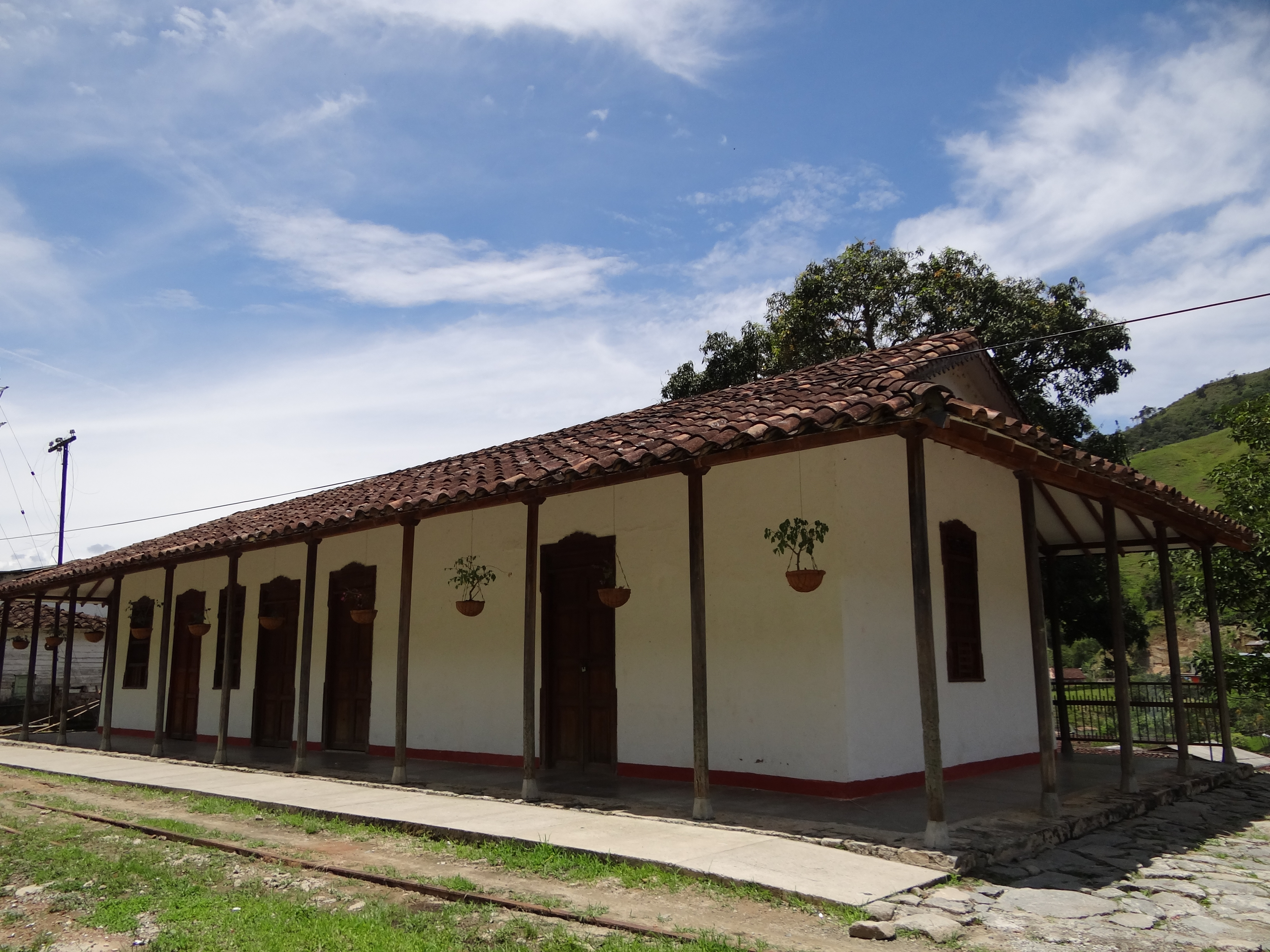
Estación Santiago (Santo Domingo)
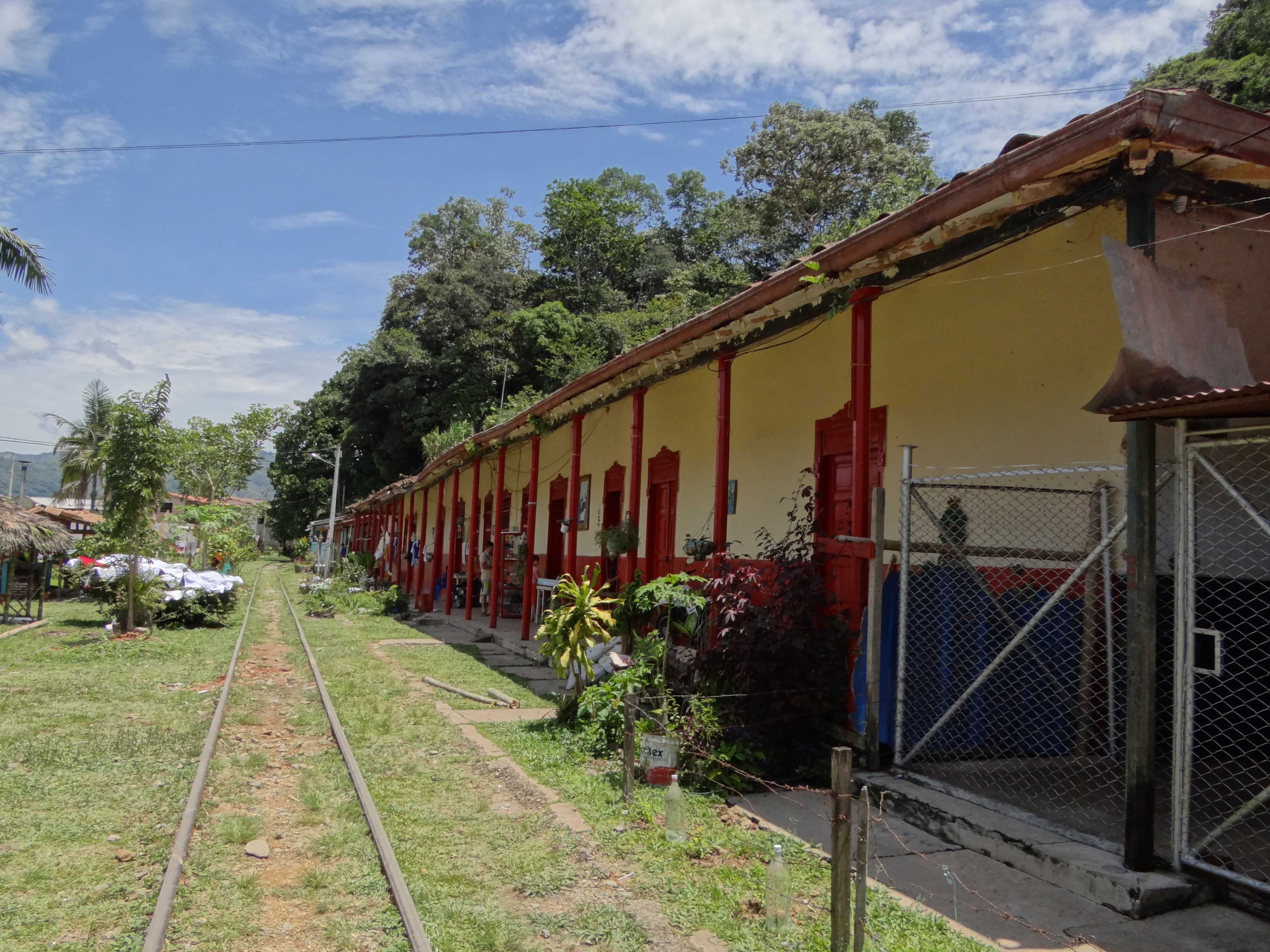
Estación Porce (Santo Domingo)
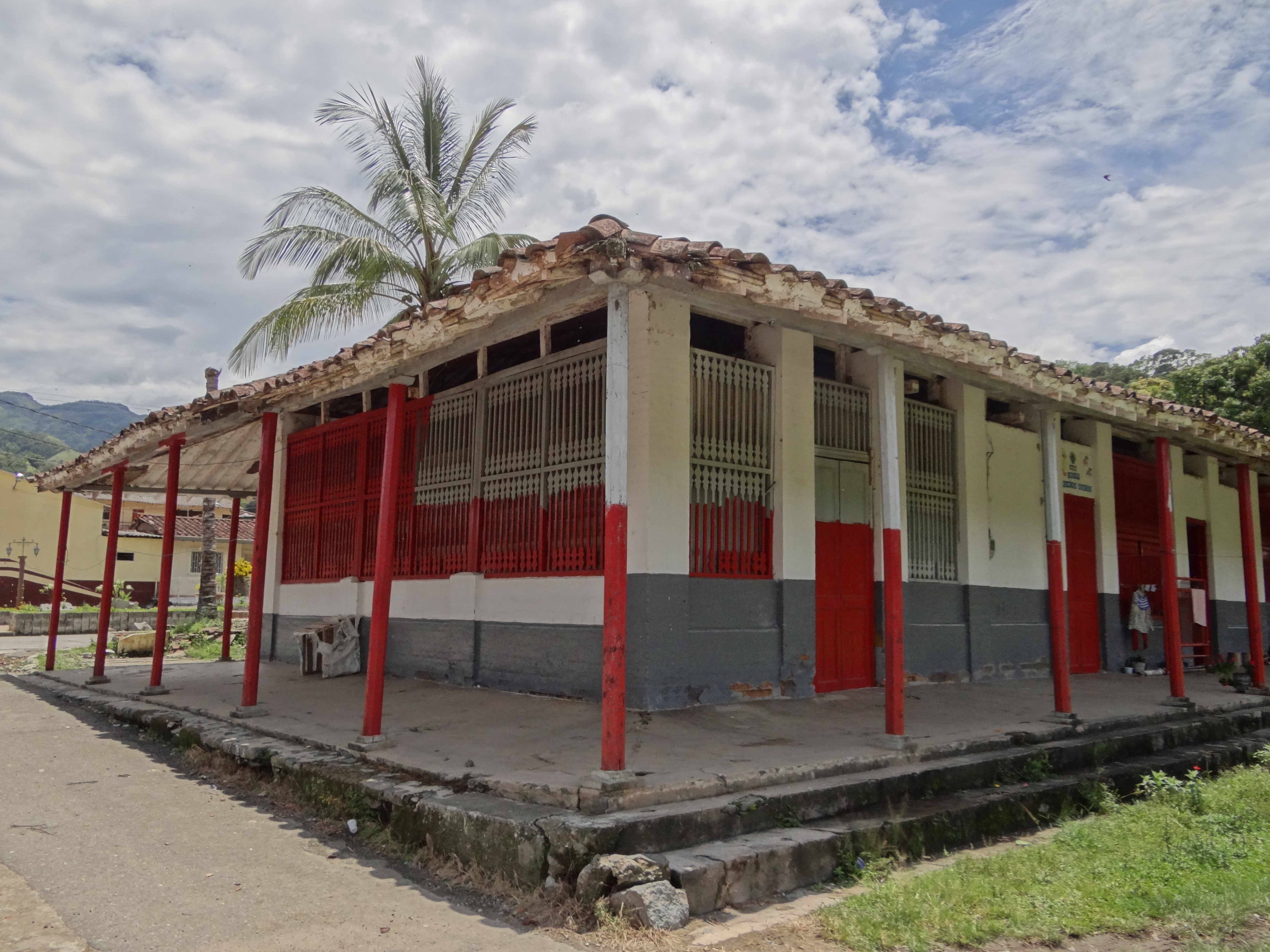
Estación Botero (Santo Domingo)
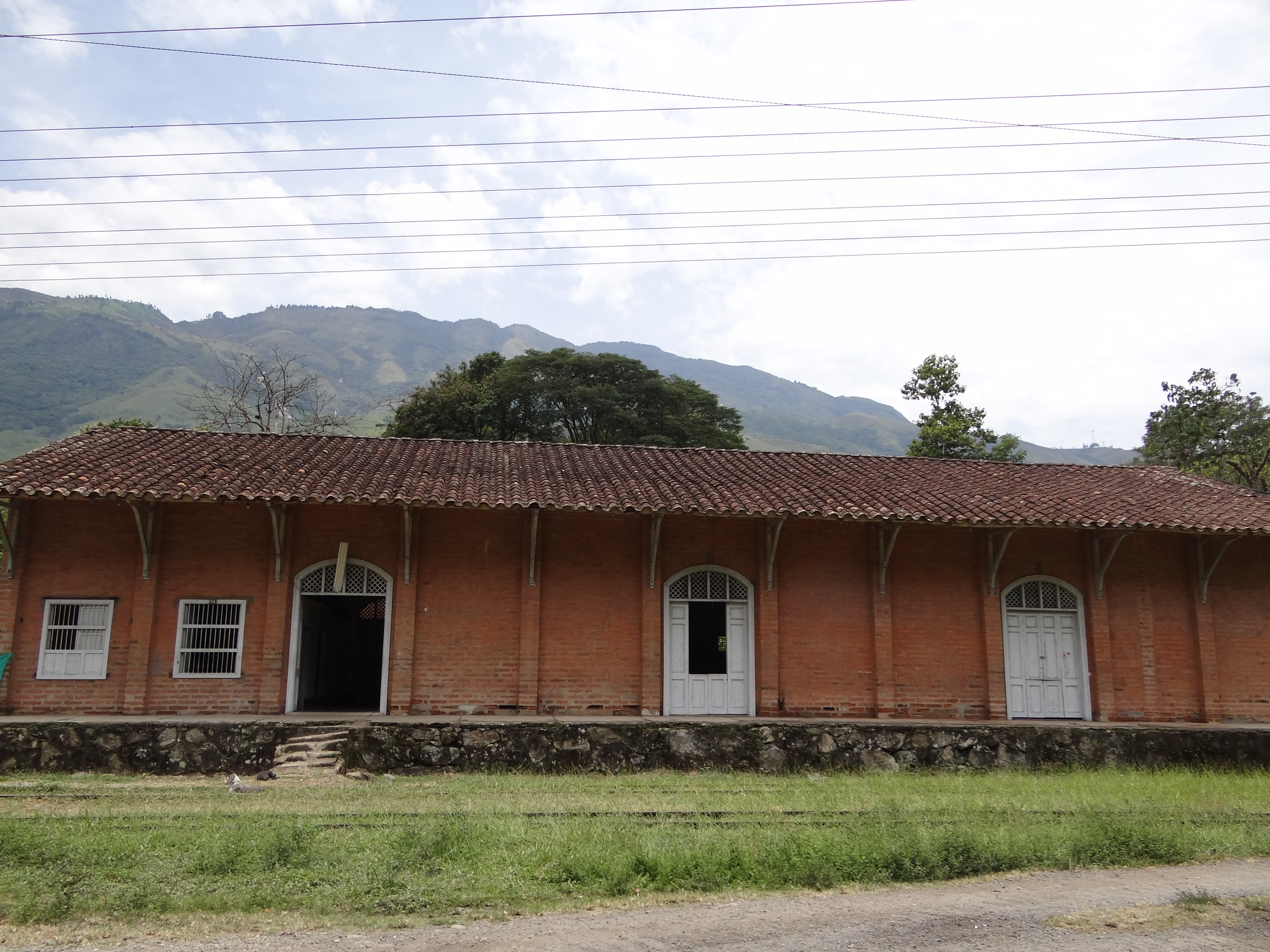
Estación Hatillo (Barbosa)
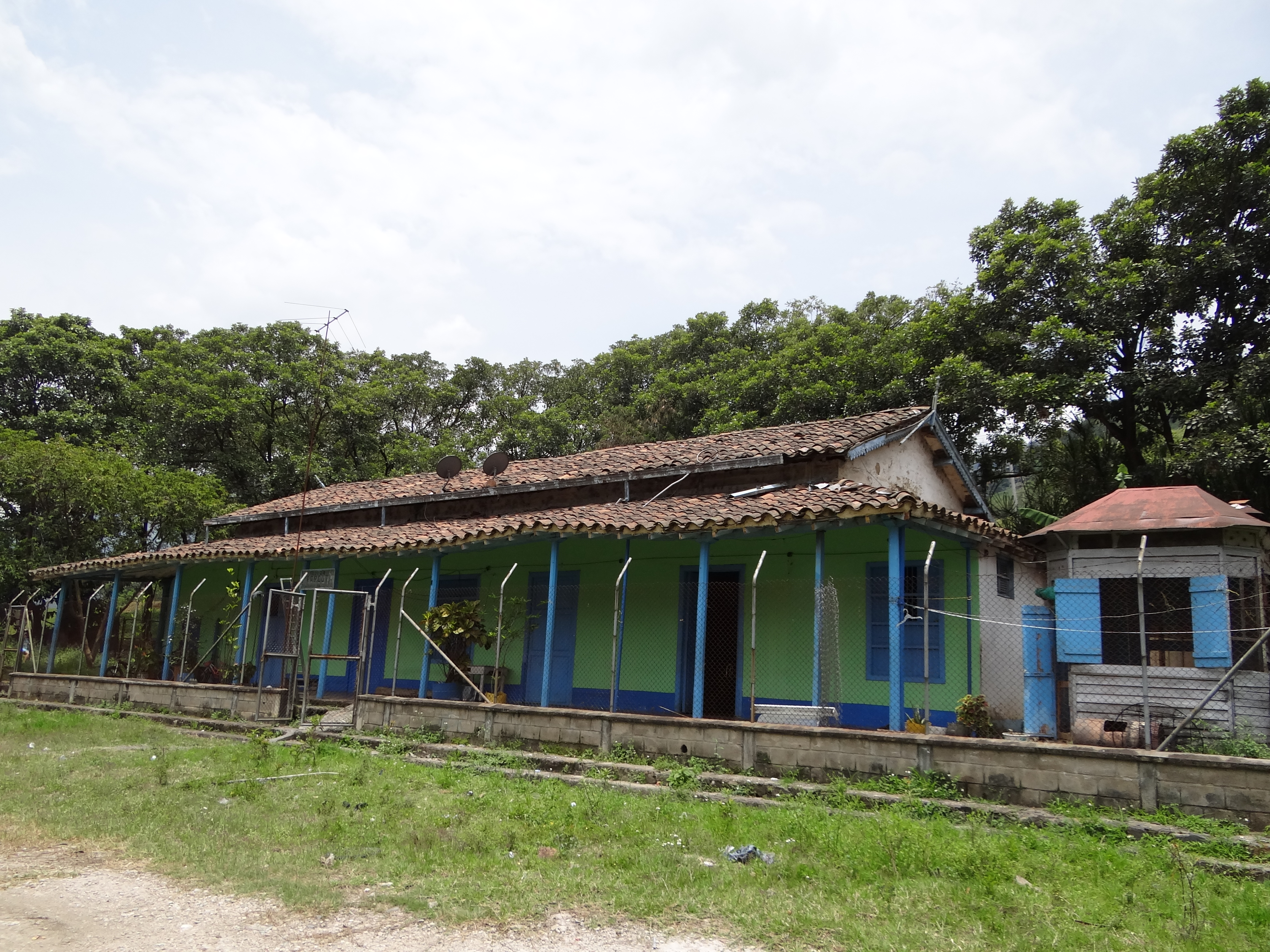
Estación Girardota.
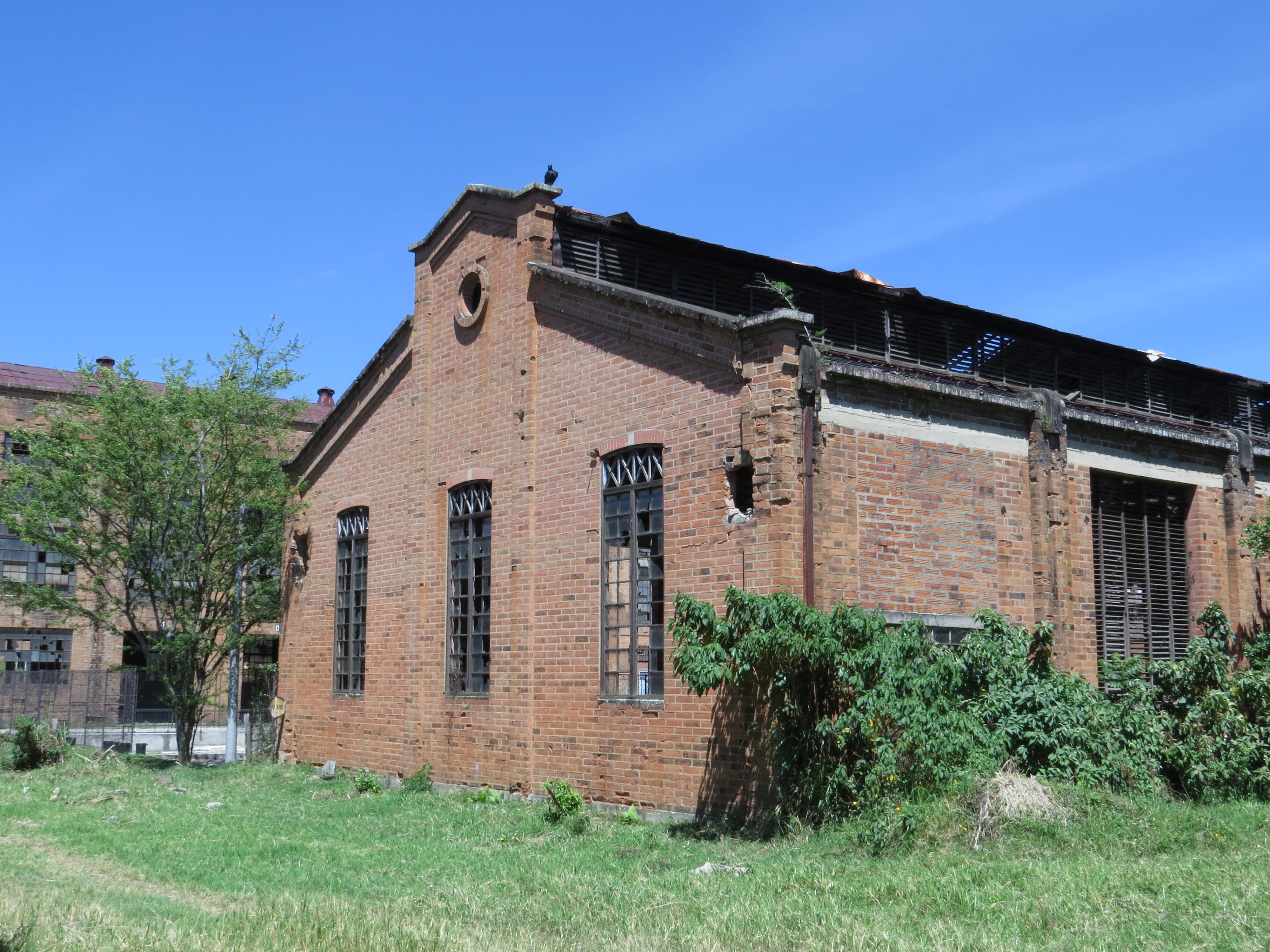
Estación Bello.
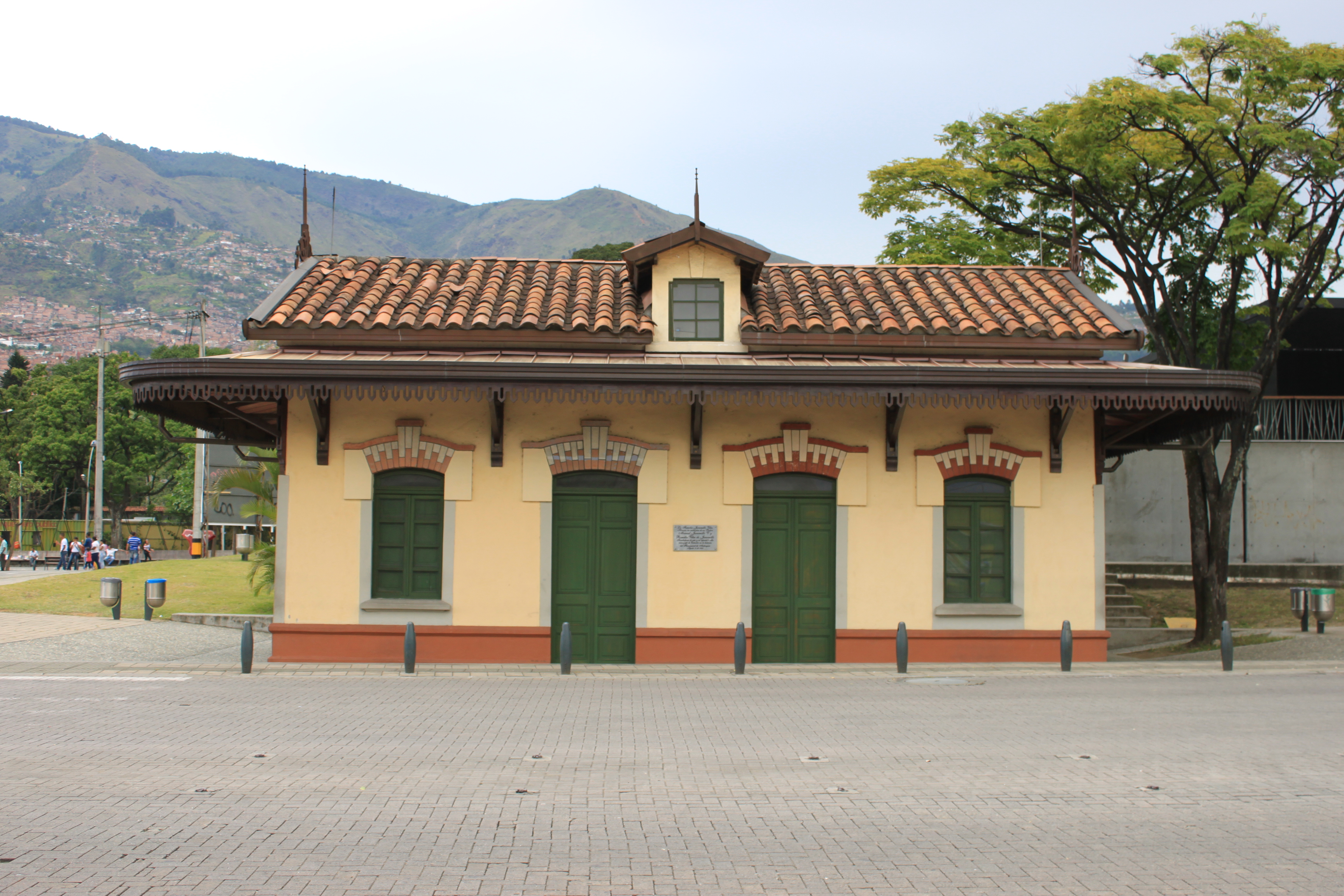
Estación El Bosque (Medellín)

## Después del Ferrocarril; el Instituto para el Desarrollo de Antioquia (IDEA)
Los dineros de esta venta, por fortuna, condujeron al nacimiento del Instituto para el Desarrollo de Antioquia, el cual nació mediante la Ordenanza número 13 del 28 de agosto de 1964; su capital inicial fueron los dineros de la venta del Ferrocarril de Antioquia a la Nación. Dos años después de la realización de dicha venta, el destino de esos recursos era materia de debate para el Gobierno Departamental, encabezado por el doctor Mario Aramburo Restrepo quien, con otros ilustres personajes antioqueños como Peter Santamaría, Jorge Restrepo Uribe y Luis López de Mesa, impulsaron la brillante iniciativa de crear el Instituto para el Desarrollo de Antioquia, entidad que se ha constituido en un enorme baluarte de progreso para el departamento y buena parte del país. El IDEA es hoy artífice de ambiciosos y gigantescos proyectos del desarrollo de Antioquia.

## Idea de Rehabilitar el Ferrocarril
El gobernador de Antioquia (2016-2020) Luis Pérez Gutiérrez en su campaña se ha mantenido firme en la decisión de poder recuperar el ferrocarril de Antioquia uno de los grandes patrimonios de los antioqueños, aunque el ha anunciado que se hará en las siguientes etapas.
ETAPA # 1: Caldas o Amaga hacia Barbosa (Tren de Cercanías): Que permita llevar las basuras hacia el parque ambiental la pradera ubicada en el municipio de Barbosa, 1 km antes de la estación botero del ferrocarril.
ETAPA # 2: Puerto Berrio hacia La Pintada (Tren de Cercanías):Corredor completo rehabilitando la via existente que permite tanto atravesar el valle de aburra y llegar hacia el río Magdalena.